# Епархия Кишады
Епархия Кишады (лат. Dioecesis Quixadensis) — епархия Римско-Католической церкви с центром в городе Кишады, Бразилия. Епархия Кишады входит в митрополию Форталезы. Кафедральным собором епархии Кишады является церковь Пресвятой Девы Марии.  

## История
13 марта 1971 года Римский папа Павел VI издал буллу «Qui summopere», которой учредил епархию Кишады, выделив её из apxиепархии Форталезы.

## Ординарии епархии
- епископ Joaquim Rufino do Rêgo (1971—1986)
- епископ Adélio Giuseppe Tomasin (1988—2007)
- епископ Ângelo Pignoli (2007 — по настоящее время)

## Источник
- Annuario Pontificio, Ватикан, 2007